# Stratégie commune
Une stratégie commune est un instrument mis en place par le traité d'Amsterdam.

## Contenu
Une stratégie commune doit contenir les éléments suivants : ses objectifs, sa durée et les moyens à fournir (déterminé pour l'Union et pour les États membres).
Elle s'applique aux intérêts communs des États membres.
Proposée par le Conseil au Conseil européen, leur mise en œuvre passe par l'adoption d'une action commune ou d'une position commune.